# Hansgeorg Schmidt-Bergmann
Hansgeorg Schmidt-Bergmann (* 19. Februar 1956 in Bad Oldesloe) ist ein deutscher Literatur- und Kulturwissenschaftler und Hochschullehrer.

## Leben und Wirken
Hansgeorg Schmidt-Bergmann studierte Germanistik, Politikwissenschaft und Philosophie an den Universitäten Marburg und Frankfurt am Main. 1983 wurde er an der Universität Marburg bei Gert Mattenklott und Norbert Altenhofer mit einer Arbeit zu Nikolaus Lenau zum Dr. phil. promoviert. Danach war er bis 1984 Lektor für Deutsche Sprache an der Universität Bari in Italien und von 1984 bis 1990 Hochschulassistent an der Universität Karlsruhe.
1990 habilitierte er sich an der Universität Karlsruhe mit einer Arbeit über die Anfänge der literarischen Avantgarde in Deutschland. Ab 1991 lehrte er als Privatdozent neuere deutsche Literatur an der Universität Karlsruhe. Von 1995 bis 1997 war er DAAD-Gastdozent für deutschsprachige Literaturgeschichte an der Comenius-Universität Bratislava in der Slowakei und danach für ein Semester Lektor an der Universität Wien. 1998 wurde er als apl. Professor an die Universität Karlsruhe berufen und lehrt am Institut für Germanistik des Karlsruher Instituts für Technologie.
Hansgeorg Schmidt-Bergmann ist seit 1998 Geschäftsführender Vorstandsvorsitzender der Literarischen Gesellschaft Karlsruhe und Leiter des Museums für Literatur am Oberrhein. Er ist Mitglied von Jurys von Literaturpreisen, zum Beispiel des Schiller-Gedächtnispreises, des Johann-Peter-Hebel-Preises und des Grimmelshausen-Preises, und Kuratoriumsmitglied der Deutschen Schillerstiftung Weimar.
Hansgeorg Schmidt-Bergmann war von 2000 bis 2004 Mitherausgeber des Lenau-Jahrbuches der Internationalen Lenau-Gesellschaft. Seit 2003 ist er Mitherausgeber und seit 2008 Herausgeber von Allmende – Zeitschrift für Literatur. Seit 2007 ist er Vorsitzender der Stiftung des Hermann-Hesse-Literaturpreises.

## Schriften
Autor
- Ästhetismus und Negativität. Studien zum Werk Nikolaus Lenaus. Dissertation, Universität Marburg 1983. Winter, Heidelberg 1984, ISBN 3-533-03543-3.
- Die Anfänge der literarischen Avantgarde in Deutschland. Dissertation. Universität Karlsruhe 1990. M und P Verlag für Wissenschaft und Forschung, Stuttgart 1991, ISBN 3-476-45008-2.
- Carl Einstein und Karlsruhe. Deutsche Schillergesellschaft, Marbach am Neckar 1992, ISBN 3-928882-67-8.
- Futurismus. Rowohlt, Reinbek bei Hamburg 1993, ISBN 3-499-55535-2. Neuausgabe 2009, ISBN 978-3-499-55705-7.
- Nikolaus Lenau. Zwischen Romantik und Moderne. Studien. Edition Praesens, Wien 2003, ISBN 3-7069-0158-7.
- mit Annette Ludwig, Bernhard Schmitt: Karlsruhe – Architektur im Blick. Röser, Karlsruhe 2005, ISBN 3-9805361-2-2.
- mit Franz Littmann: Literarische Orte. DRW, Leinfelden-Echterdingen 2010, ISBN 978-3-7650-8563-5.
- mit Julia Freifrau Hiller von Gaertringen: Anleitung zum Selberdenken. Johann Peter Hebels „Excerpthefte“. DRW, Leinfelden-Echterdingen 2010, ISBN 978-3-7650-8585-7.
- Etwas Neues entsteht im Ineinander. Wolfgang Rihm als Liedkomponist. Die Gedichtvertonung. Unter Mitarbeit von Ulrich Mosch und Monika Rihm. Rombach, Freiburg i. Br./Berlin/Wien 2012, ISBN 978-3-7930-9692-4.
- Rudolf Alexander Schröder, der Stahlberg-Verlag und die Anfänge der Gruppe 47. In: Hans-Albrecht Koch (Hrsg.): Rudolf Alexander Schröder (1878–1962). Lang, Frankfurt am Main 2013, ISBN 978-3-631-64889-6, S. 341–360.

Herausgeber
- mit Roland Jost: Im Dialog mit der Moderne. Zur deutschsprachigen Literatur von der Gründerzeit bis zur Gegenwart. Jacob Steiner zum 60. Geburtstag. Athenäum, Frankfurt am Main 1986, ISBN 3-7610-8327-0.
- Exil, Widerstand, innere Emigration. Badische Autoren zwischen 1933 und 1945. Isele, Eggingen um 1993, ISBN 3-86142-015-5.
- Martin Walser: Zauber und Gegenzauber. Aufsätze und Gedichte. Isele, Eggingen 1994.
- mit Walter Fähnders: Gustav Landauer. Die Botschaft der Titanic. Ausgewählte Essays. Berlin 1994, ISBN 3-86161-022-1.
- mit Matthias Kußmann: Ich bin jung – mein Freund heisst Achill. Zehn junge Autorinnen vom Oberrhein. Isele, Eggingen 1995, ISBN 3-86142-062-7.
- Zwischen Kontinuität und Rekonstruktion. Kulturtransfer zwischen Deutschland und Italien nach 1945. Niemeyer, Tübingen 1998, ISBN 3-484-67012-6.
- Nikolaus Lenau: Gedichte. Insel, Frankfurt am Main/Leipzig 1998, ISBN 3-458-33686-9.
- Walter Helmut Fritz: Augenblicke der Wahrnehmung. Ausgewählte Essays, Werkverzeichnis, Forschungsliteratur, Würdigungen. Museum für Literatur am Oberrhein, Karlsruhe 1999, ISBN 3-930314-30-4.
- Scheffel-Kalender 2001. Bearbeitet von Birte Giesler und Jürgen Oppermann. Belchen, Freiburg im Breisgau 2000, ISBN 3-933483-63-8.
- Die Aufzeichnungen des Malte Laurids Brigge. Mit einem Kommentar von Hansgeorg Schmidt-Bergmann. Suhrkamp, Frankfurt am Main 2000, ISBN 3-518-18817-8.
- mit Torsten Liesegang: Liter_372tur. Computer – Literatur – Internet. Aisthesis, Bielefeld 2001, ISBN 3-89528-334-7.
- mit Hansmartin Schwarzmaier: Joseph Victor von Scheffel. Inventar zu Nachlaß und Sammlung. 3 Bände. Museum für Literatur am Oberrhein, Karlsruhe 2001, ISBN 3-930314-40-1.
- Frank Wedekind: Frühlings Erwachen. Eine Kindertragödie. Suhrkamp, Frankfurt am Main 2002, ISBN 3-518-18821-6.
- Lyrik des Expressionismus. Reclam, Stuttgart 2003, ISBN 3-15-050043-5.
- Handorakel der Lebenskunst. Die alemannischen Gedichte von Johann Peter Hebel. Info, Karlsruhe 2003, ISBN 3-88190-333-X.
- mit Michael Farin: Mafarka der Futurist. Afrikanischer Roman. Belleville, München 2004, ISBN 3-936298-02-5.
- Der rheinländische Hausfreund oder neuer Calender auf das Jahr 2005. Bearbeitet von Franz Littmann. Info, Karlsruhe 2004, ISBN 3-88190-382-8.
- Joseph Victor von Scheffel: Brief aus Venedig und andere Reisebilder. Bearbeitet von Jürgen Oppermann. Info, Karlsruhe 2005, ISBN 3-88190-420-4.
- Johann Peter Hebel: Glück und Verstand. Minutenlektüren. Hoffmann und Campe, Hamburg 2009, ISBN 978-3-455-40232-2.
- Georg von Lukács: Heidelberger Ästhetik – Auf dem Weg zur „Theorie des Romans“. Braun, Karlsruhe 2010, ISBN 978-3-7650-8572-7.
- „Wartet nicht auf beßre Zeiten.“ Literatur in Baden-Württemberg 1970–2012. Mitteldeutscher Verlag, Halle (Saale) 2013, ISBN 978-3-95462-061-6.
- Ein Bild der Zeit. Literatur in Baden-Württemberg 1952–1970. Mitteldeutscher Verlag, Halle (Saale) 2013, ISBN 978-3-88190-299-1.
- Peter Clar: Die „jungen Wilden.“ Ars poetica heute. Info, Karlsruhe 2013, ISBN 978-3-88190-739-2.
- Liebe & Revolution. Hedwig Lachmann und Gustav Landauer zwischen Kunst und Politik (= Lindemanns Bibliothek. Band 322). Info, Bretten 2018, ISBN 978-3-96308-019-7.
- mit Jan Knopf, Franz Littmann: Johann Peter Hebel. Gesammelte Werke. Kommentierte Lese- und Studienausgabe in sechs Bänden. 2. Auflage. Wallstein, Göttingen 2019, ISBN 978-3-8353-3256-0.

Herausgabe von Werken von Hugo von Hofmannsthal:
- Die Gedichte. Insel, Frankfurt am Main/Leipzig 2000, ISBN 3-458-34323-7.
- Die Erzählungen. Insel, Frankfurt am Main/Leipzig 2000, ISBN 3-458-34322-9.
- Brief des Lord Chandos. Poetologische Schriften, Reden und erfundene Gespräche. Insel, Frankfurt am Main/Leipzig 2000, ISBN 3-458-34359-8.

Herausgabe von Werken von Arthur Schnitzler:
- Reigen. Komödie in zehn Dialogen. Insel, Frankfurt am Main/Leipzig 2002, ISBN 3-458-34520-5.
- Frauengeschichten. Insel, Frankfurt am Main/Leipzig 2002, ISBN 3-458-34504-3.
- Fräulein Else. Insel, Frankfurt am Main/Leipzig 2002, ISBN 3-458-34502-7.
- Der Weg ins Freie. Insel, Frankfurt am Main/Leipzig 2002, ISBN 3-458-34494-2.

Redaktion von Werken zu Rainer Maria Rilke (herausgegeben von der Rilke-Gesellschaft):
- Heft 15: Rilke und Kassner. Thorbecke, Sigmaringen 1989, ISBN 3-7995-2145-3.
- Heft 18: Rilke, Goethe und die Deutschen. Thorbecke, Sigmaringen 1991, ISBN 3-7995-2147-X.
- Heft 19: Rilke und Frankreich. Thorbecke, Sigmaringen 1993, ISBN 3-7995-2148-8.
- Heft 20: Rilkes Schweizer Jahre. Thorbecke, Sigmaringen 1994, ISBN 3-7995-2149-6.
- Heft 21: Malte-Lektüren. Thorbecke, Sigmaringen 1997, ISBN 3-7995-2150-X.
- Heft 22: Rilke in Spanien. In memoriam Ingeborg Schnack. Thorbecke, Sigmaringen 1999, ISBN 3-7995-2151-8.